# Paracontias mahamavo
Espèce
Paracontias mahamavo est une espèce de sauriens de la famille des Scincidae.

## Répartition
Cette espèce est endémique de la région de Boeny à Madagascar. Elle se rencontre à Matsedroy près du niveau de la mer, et vit dans les forêts décidues sèches de l'île.

## Étymologie
Son nom d'espèce lui a été donné en référence à son habitat, le Mahamavo.

## Publication originale
- Miralles, Jono, Mori, Gandola, Erens, Köhler, Glaw & Vences, 2016 : A new perspective on the reduction of cephalic scales in fossorial legless skinks (Squamata, Scincidae). Zoologica Scripta.